# Wollescote
Wollescote är en ort i distriktet Dudley, i grevskapet West Midlands, i England. Wollescote var en civil parish från 1866 till 1974. Denna civil parish hade 6 169 invånare år 1951.